# 2台のピアノのための協奏曲 (ヴォーン・ウィリアムズ)
2台のピアノのための協奏曲 ハ長調（Concerto for Two Pianos and Orchestra）は、レイフ・ヴォーン・ウィリアムズが作曲したピアノ協奏曲。
ヴォーン・ウィリアムズは1926年から1930年にかけてピアノ1台のための「ピアノ協奏曲」を作曲し、これは1933年にエイドリアン・ボールトの指揮で初演された。しかしこの協奏曲があまりにも難しく要求過多であるとの批評を受けたことにより、彼はジョセフ・クーパーの助力を得てこれを2台のピアノのための協奏曲として再構成することにした。ピアノ2台への改作版は1946年に初演されている。改作版をもってしてもなお、この曲は難渋であり、ピアノパートはしばしば打楽器的、不協和的に扱われている。

## 演奏時間
約25分

## 楽曲構成
全3楽章構成となっている。
第1楽章 トッカータ、アレグロ・モデラート
第2楽章 ロマンツァ 、レント
第3楽章 フーガ・クロマティカ（アレグロ）  コン・フィナーレ・アラ・テデスカ